# 김희갑 (희극인)
김희갑(金喜甲, 1923년 7월 13일 ~ 1993년 5월 18일)은 대한민국의 연극배우, 영화배우이다. 한때 기자로도 활동했다.

## 생애
함경남도 장진에서 태어났다. 1936년 함경남도 장진보통학교를 졸업하고 그 후 함경북도 회령고등상업학교를 졸업하였으며, 1942년 일본 메이지 대학교(明治大學校) 상과 별과에 입학하였으나 2학년때 중퇴하고 1943년에 귀국하였다. 1944년 조선전업주식회사에 입사하였다가 퇴직하고, 1945년 월남하여 대동신문의 기자 생활을 하였으나 역시 성격에 맞지 않아 퇴직하였다. 1946년 3월 반도가극단에 입단하여 처음에는 프롬프터로 출발하였다. 1946년 11월 〈장화홍련전〉의 주요 배역인 사또역을 맡은 배우가 갑자기 잠적하자, 대역으로 출연하면서 배우로서 첫출발을 하게 되었다. 〈칠공주〉에서 정식배역을 맡기 시작한 이후, 〈공팔용〉·〈옥루몽〉·〈에밀레종〉 등 다수 작품에 출연하였다. 
한국 전쟁 중에는 선무공작단의 일원으로 종군하였다. 1956년 〈청춘쌍곡선〉으로 비로소 영화에 등단하여 인기를 얻게 되면서 〈부부독본〉·〈복도 많지 뭐요〉·〈마도의 향불〉·〈오부자〉 등 수많은 영화에 출연하였다. 당시 동료 영화배우이며 코미디언인 구봉서(具鳳書)와 함께 ‘합죽이·막둥이’라는 예명으로 콤비를 이루어 서민들의 절대적인 사랑을 받았다. 〈자유부인〉·〈와룡선생 상경기〉·〈오색무지개〉·〈오부자〉·〈사랑방손님과 어머니〉 등 750여 편의 영화에 출연하였던 그는 코미디언이라기보다는 성격배우로서의 자신의 독특한 위치를 구축하였고, 극장의 쇼무대나 텔레비전방송에 수없이 출연하여 성대모사로 옛 가요들을 불러 인기를 모으면서도 항상 실향민으로서의 한을 호소한 대표적인 연예인이었다. 서영춘, 양훈, 양석천, 곽규석, 구봉서 등과 활동했고 만년에는 가요무대 출연과 레코드 판 취입 등을 했으며 1993년 5월 18일 폐렴, 동맥경화증으로 투병하다 서울대병원에서 향년 71세를 일기로 고인이 되었다.

## 학력
- 메이지 대학교 중퇴

## 작품

### TV 드라마
- 꽃피는 팔도강산 (1974년)
- 무지개 타는 아이들 (1979년)

### 영화
- 청춘쌍곡선 (1961년)
- 자유부인 (1961년)
- 부부독본
- 복도 많지 뭐요
- 마도의 향불
- 오부자 (1961년)
- 와룡선생 상경기 (1962년)
- 오색무지개
- 사랑방 손님과 어머니 (1961년)
- 쌀 (1963년)
- 작은 꿈이 꿈꿀 때
- 아빠 돌아와요 (1965년)
- 누명 쓴 사나이 (1966년)
- 메밀꽃 필 무렵 (1967년)
- 천하호걸 김선달 (1968년)
- 내 팔자가 상팔자 (1969년)
- 팔도 노랭이(1970년)
- 신세 좀 지자구요
- 애정이 꽃피는 계절 (1974년)
- 뭔가 보여드리겠읍니다 (1980년)
- 난 모르겠네 (1980년)
- 사후세계 (1982년)
- 깜보 (1986년)

### CF
- 1970년대 롯데공업(소고기 라면, 야자라면, 새우깡, 해장국라면) / 농심 (된장라면)
- 1983년 럭키 럭키 솔트치약
- 1984년 한국베링거인겔하임 모스타놀 (Feat. 황정순)

## 수상
- 1963년 제10회 아시아영화제 성격배우상 《새댁》
- 1963년 제3회 대종상 남우조연상 《쌀》
- 1972년 제11회 대종상 남우조연상 《작은 꿈이 꿈꿀 때》

## 주요 저작
- 《세계일주 - 합죽이 만유통신》, 《조선일보》연재(1968년 5월 26일자, 6월 9일자, 6월 18일자, 6월 20일자, 6월 23일자, 7월 4일자, 7월 16일자 각 5면)
- 《어느 광대의 사랑》(삼진기획, 1992) - 자전회고록

## 기타
- 자유당 정권 말기에 김희갑의 이미지에 큰 영향을 끼친 사건이 발생하는데, 반공예술인단 등을 조직하여 연예인을 정치선전에 동원했던 정치깡패 임화수와의 악연이 그것이다. 선거를 앞두고 임화수 일당이 정치행사에 출연할 것을 빈번히 강요해왔으나 김희갑이 이를 거절하여 이에 분개한 임화수가 전치 4주의 구타를 가한 것이다. 당시 이 사건은 합죽이 구타사건으로 큰 이슈가 되었으나 당사자인 임화수는 벌금 3만환에 그치는 가벼운 처벌을 받은 것으로 유명하다.
- 1967년 그가 주연으로 출연한 국책영화 〈팔도강산〉이 흥행에 성공함으로써 국가발전의 홍보에 기여한 공로로 박정희(朴正熙) 대통령의 총애를 받기도 하였다. 1964년 미국 국무성 초청으로 미국을 다녀왔으며 1968년 〈속 팔도강산〉의 주연으로 출연하여 역시 대단한 성공을 거두었다.

## 김희갑을 연기한 배우

### TV 드라마
- 정진 - 1981년 MBC 드라마 《제1공화국》
- 정진 - 1995년 MBC 드라마 《제4공화국》
- 배영만 - 2003년 SBS 드라마 《야인시대》

## 참고 문헌
- 김한상, 《조국근대화를 유람하기 - 박정희정권 홍보드라이브, 〈팔도강산〉10년》(한국영상자료원, 2008)